# جرالد هلتم
جِرالد هِربِرت هُلتُم زاده ۲۰ ژانویهٔ ۱۹۱۴ - درگذشته ۱۸ سپتامبر ۱۹۸۵ هنرمند و طراح بریتانیایی بود. او طراح نشان‌واره خلع سلاح هسته‌ای بود که به شکل غیر انحصاری توسط کمپین خلع سلاح هسته‌ای بریتانیا پذیرفته و تبدیل به نماد صلح جهانی شد.
الگو:جنبش ضد هسته‌ای

## زندگی و تحصیل
جرالد هلتم دانش‌آموخته مدرسه گرشام و کالج سلطنتی هنر بود. او در جنگ جهانی دوم مخالف با سربازی رفتن بود. در ۱۹۵۸ (میلادی) در وزارت آموزش و پرورش کار می‌کرد.

## نشان‌واره خلع سلاح هسته‌ای
در ۲۱ فوریه ۱۹۵۸ نشان‌واره خلع سلاح را برای راهپیمایی آلدرماتسون طراحی کرد. این راهپیمایی از سوی کمیته کنش مستقیم علیه جنگ‌افزار هسته‌ای در عید پاک ۱۹۵۸ (۴ تا ۷ آوریل) برنامه‌ریزی شده بود.

### ریشه
برداشت‌های گوناگونی از ریشه طراحی این نشان‌واره وجود دارند. گفته می‌شود که نشان‌واره خلع سلاح هسته‌ای از روی پرچم نشان‌بر گرفته شده‌است. زیرا خلع سلاح هسته‌ای در زبان انگلیسی از دو واژه Nuclear Disarmament ساخته شده‌است. دو حرف اول این عبارت N و D هستند که با تلفیق شکل پرچم نشان‌بر آنها بر روی یکدیگر، نشان‌واره خلع سلاح هسته‌ای یا نماد صلح جهانی ایجاد می‌شود. گفته دیگری، بر این است که این نشان‌واره، انسانی است که به جای بالا بردن دستان خود، از ناامیدی، دستان خود را پایین آورده‌است.

نشان‌واره خلع سلاح هسته‌ای
حرف N
حرف D
دو حرف N و D

### حق تکثیر
حق تکثیر نشان‌واره خلع سلاح هسته‌ای، ثبت نشده‌است و در همه جهان به عنوان نماد صلح به کار می‌رود.

## زندگی شخصی
جرالد هلتم دو بار ازدواج کرد. از همسر نخست خود چهار فرزند و از همسر دوم خود دو فرزند داشت.